# Fridrich Bavorský
Fridrich Bavorský (* kolem 1339; † 4. prosince 1393 v Budějovicích) někdy zvaný Fridrich Moudrý z rodu Wittelsbachů byl bavorským vévodou se sídlem v Landshutu a mezi lety 1374 a 1379 také říšským zemským správcem v Horním Švábsku. Angažoval se v evropské politice, měl silné rodinné vazby na milánský rod Viscontiů a dohodl sňatky dvou svých neteří s francouzským a s českým králem.

## Život

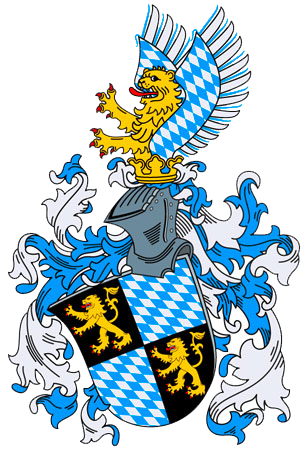
Erb rodu Wittelsbachů

### Mládí
Fridrich se narodil kolem roku 1339 jako druhý syn budoucího vévody Štěpána II. Wittelsbacha a jeho manželky Alžběty Sicilské. V roce 1360 se oženil s Annou z Neuffenu a v následujícím roce se jim narodila dcera Alžběta.
Dva roky po své svatbě se dostal do konfliktu se svým otcem, kterému se nelíbilo, že je Friedrich součástí šlechtické mocenské skupiny spolu se svým bratrancem Menhardem z Horního Bavorska a Tyrolska. Konflikt byl nakonec vyřešen, Friedrich se ještě v říjnu 1362 se svým otcem usmířil a Menhard odešel vládnout do Tyrolska. Už následujícího roku ale Menhard zemřel, čímž začaly pro Wittelsbachy roky bojů o Tyrolsko, zatímco se zároveň zhoršovaly vztahy s braniborskými příbuznými kvůli Štěpánovým výbojům v Horním Bavorsku.
Někdy po roce 1367 byla Fridrichova dcera Alžběta zasnoubena za Marca Viscontiho, syna Bernabòa Viscontiho, který byl vládcem města Milána. Její věno činilo 45 000 zlatých.

### Vojenská tažení
Císař Karel IV. si chtěl mladého Fridricha Bavorského naklonit a tak mu v rámci potvrzení starých práv přiznal privilegium, že nikdo z jeho poddaných nemůže být předvolán před císařský soud. V roce 1368 Karel také pozval Fridricha na své druhé tažení do Itálie. Mezi lety 1371 a 1372 se Friedrich se svým starším bratrem Štěpánem III. účastnil křižáckého tažení do Pruska. Poté podnikl také pouť do Jeruzaléma, kde byl v roce 1375 pasován na rytíře Řádu Božího hrobu.

### Postoupení Braniborska Lucemburkům
O Fridrichovi uvažoval jeho o pár let mladší strýc Ota V. jako o možném nástupci v Braniborském markrabství, které by jinak kvůli smlouvě z Fürstenwalde z roku 1373 připadlo císaři Karlu IV. Wittelsbachové tehdy za vzdání se svých dědických nároků na Braniborsko obdrželi odškodnění 500 000 zlatých a také si ponechali volební hlas Braniborska na říšských sněmech. Krom toho pro sebe rod Wittelsbachů získal od Karla IV úřady říšských zemských správců v Alsasku a v Horním Švábsku, čímž si chtěl císař pojistit jejich hlas při volbě příštího krále Svaté říše římské pro svého syna Václava. Tyto úřady obdželi Friedrich a jeho bratr Štěpán. Fridrich krom toho ještě v roce 1375 obdržel místo říšského zemského správce v Aušpurku.

### Bavorským vévodou

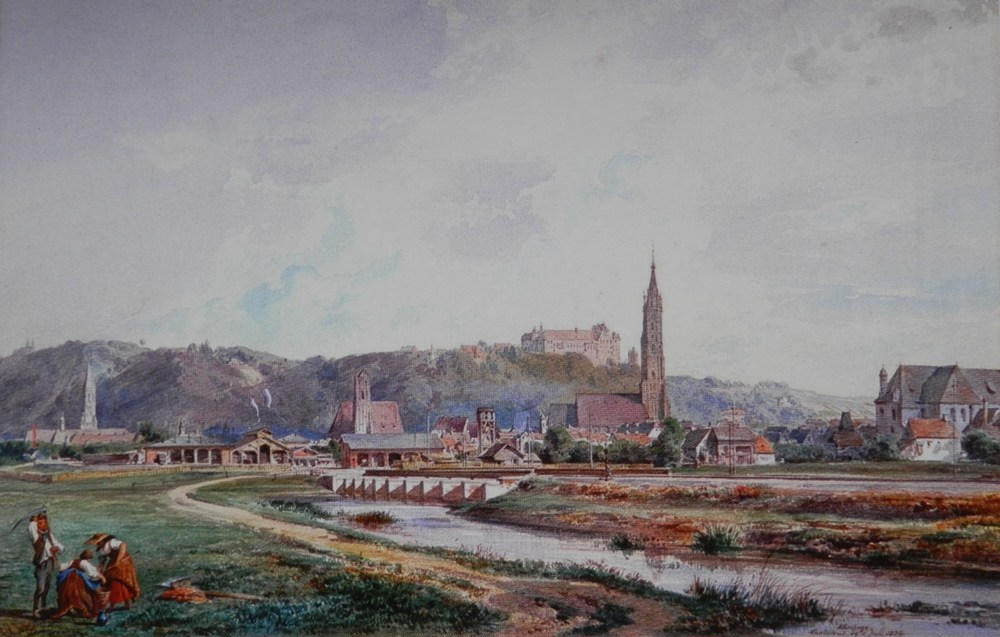
Landshut, sídlo Fridricha Bavorského, zde na akvarelu Alberta Emila Kirchnera z roku 1859

Přestože Wittelsbachové tak přišli o značné území postoupením Tyrolska (1369) a Braniborska (1373), byly nyní jejich finance ve velmi dobré kondici a Štěpán II. nyní vládl poměrně kompaktnímu území.
Toto území po Štěpánově smrti v roce 1375 zdědili Fridrich se svými bratry Štěpánem III., Janem II. a se strýcem Otou V. Dohoda z roku 1376 mezi čtyřmi vévody byla taková, že Horní Bavorsko bude zpočátku spravováno Štěpánem III. a Janem II. a Dolní Bavorsko bude spravováno Friedrichem a Otou V. A aby ani jedna strana nebyla znevýhodněna, měli si vládu v těchto dvou oblastech mezi sebou každé dva roky prohodit. Toto neobvyklé pravidlo však nebylo dodržováno. Fridrich spravoval (zpočátku spolu s Otou a po jeho smrti v roce 1379 sám) bohaté Dolní Bavorsko s hlavním městem Landshutem a jako kompenzaci platil svým bratrům sídlícím v Horním Bavorsku 4 000 zlatých ročně.

### Švábský městský spolek
Za Fridrichovo panování bylo došlo ve Svaté říši římské k vypuknutí dlouhotrvajícího konfliktu mezi císařem a říšskými městy, která stále více usilovala o nezávislost. Karel IV. potřeboval velké finanční prostředky pro pokrytí výdajů (jakými byly vyplacení náhrady za Braniborsko nebo zvolení jeho syna Václava římským králem), což se snažil kompenzovat vysokým zvláštním zdaněním měst. V několika případech dokonce dal císařská města proti jejich vůli do zástavy třetím stranám.
To mělo za následek, že 4. července 1376 se čtrnáct švábských měst pod vedením Ulmu spojilo a vytvořilo Švábský městský spolek namířený proti císaři. Bavorští vévodové Štěpán III. a Fridrich se ve svých funkcích švábských říšských zemských správců snažili na začátku konfliktu zůstat neutrálními zprostředkovateli mezi městy a císařem, ale nebyli příliš úspěšní.
Po smrti Karla IV. v listopadu roku 1378 převzal vládu v říši jeho syn Václav IV. Ten na norimberském říšském sněmu v roce 1379 udělil obě místa zemských říšských správců ve Švábsku do zástavy vévodovi Leopoldovi III. Habsburskému, protože ho chtěl získat na svou stranu při podpoře římského papeže Urbana VI. proti avignonskému papeži Klementu VII. V Horním Švábsku tuto pozici do té doby zastával právě Friedrich Bavorský a v Dolním Švábsku württemberský hrabě Eberhard II. Švábský městský spolek toto Václavovo rozhodnutí odmítl a také Fridrich se svým bratrem se pomalu začali přiklánět na stranu spolku.

### Druhé manželství

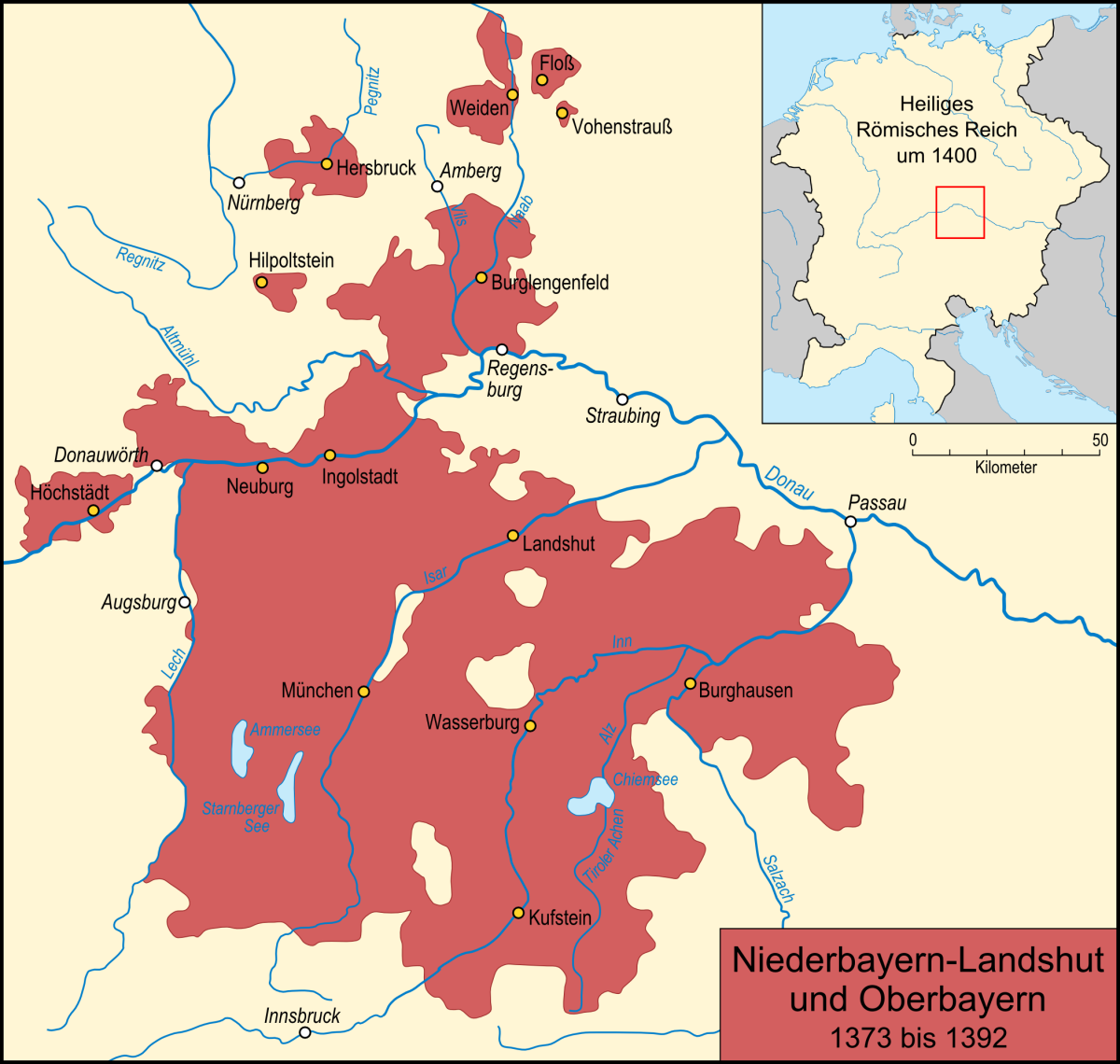
Bavorské území Fridricha a jeho dvou bratrů před novým rozdělením v roce 1392

V roce 1381 se po smrti své první manželky Anny z Neufennu Frederick oženil s Maddalenou Visconti, mladší sestrou svého zetě Marca, za kterého dříve provdal svou první dceru Alžbětu. Marco Visconti na začátku dalšího roku zemřel a jednadvacetiletá Alžběta krátce poté také. A tak když se v roce 1383 narodila Fridrichovi a Maddaleně dcera, dali jí jméno Alžběta po její zesnulé nevlastní sestře. Celkem z jejich manželství vzešlo pět dětí včetně syna Jindřicha, který později převzal vládu po svém otci.
V roce 1383 Fridrich bojoval na francouzské straně (v rámci stoleté války) ve Flandrech proti Angličanům. Navštívil svého strýce Albrechta I. ze Straubingu a Holandska na jeho dvoře v Le Quesnoy a zúčastnil se obléhání Bourbourgu. V listopadu vstoupil Fridrich v Paříži do služeb krále Karla VI. za roční plat 4000 franků a pomohl dohodnou manželství mezi francouzským králem a svou neteří Isabelou Bavorskou. Tu poté v létě 1385 doprovodil do Amiens, kde se konala svatba. Tři roky poté se Fridrichovi podařilo domluvit sňatek další své neteře Žofie Bavorské s ovdovělým českým králem Václavem IV.
V roce 1387 vypukla takzvaná válka měst mezi Švábským městským spolkem a bavorskými vévody. Friedrich toho roku zajal salcburského arcibiskupa Pilgrima z Puchheimu a požadoval zrušení jeho smlouvy se Švábským městským spolkem výměnou za jeho propuštění. Tato smlouva předtím zapříčinila konflikt s papežem, který nakonec vyústil v říšskou válku proti Fridrichovi a jeho bratrům. Zúčastnil se také v roce 1388 na straně říšských knížat vítězné bitvy u Döffingenu, která vyústila v Chebský zemský mír. V témže roce pomohl Fridrich Ruprechtovi z Bergu v jeho sporu s pasovským biskupstvím.

### Nové dělení Bavorska

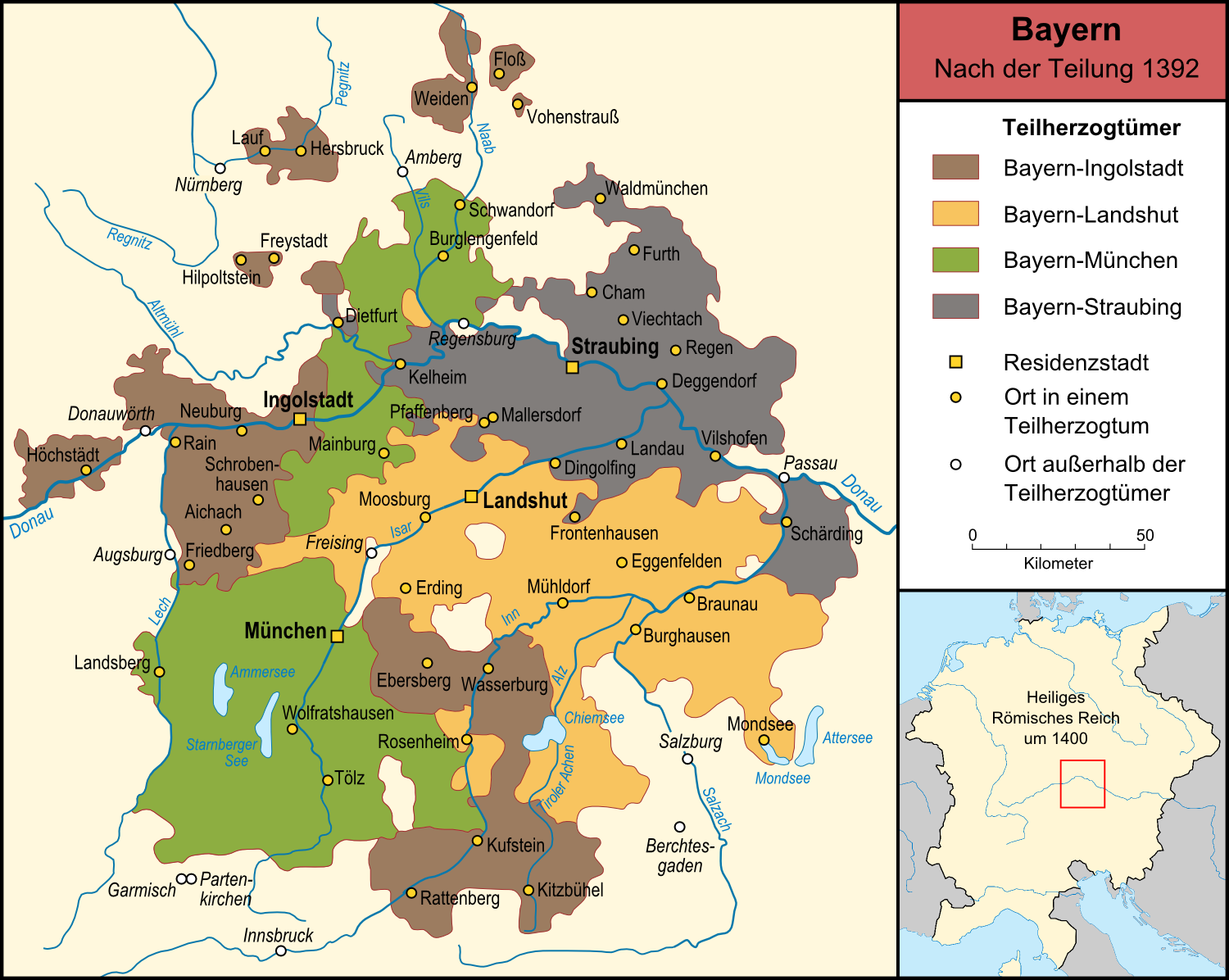
Čtyři bavorská dílčí vévodství po rozdělení v roce 1392, Bavorsko-Straubing nadále patřilo Fridrichovu bratranci Albertu II. ze Straubingu a Holandska

Dne 13. listopadu 1392 došlo k novému dělení bavorského vévodství. Místo dvou dílů bylo nyní rozděleno na tři. Fridrichovi se podařilo ponechat si větší část Dolního Bavorska s hlavním městě v Landshutu, které bylo nadále označováno jako Bavorsko-Landshut, zatímco jeho mladší bratr Jan II. získal Bavorsko-Mnichov a starší bratr Štěpán III. Bavorsko-Ingolstadt.
Fridrich byl dlouhou dobu poradcem římského krále Václava IV. v právních otázkách a byl považován za nejnadějnějšího možného nástupce na pozici římského krále. Už od června 1387 kolovaly zvěsti, že knížata chtějí sesadit slabého krále Václava IV. a vládními záležitostmi pověřit diplomaticky zběhlého Fridricha Bavorského. Tyto plány překazila Fridrichova náhlá smrt v Budějovicích během služební cesty a Fridrich tak nedostal šanci navázat na kralování svého děda Ludvíka IV. Bavorského. Byl pohřben v klášteře Seligenthal v Landshutu. Jeho syn Jindřich XVI. Bavorsko-Landshutský po něm převzal vládu, byť byl zpočátku pod poručnictvím svých strýců Štěpána III. a Jana II.

## Potomstvo
16. května 1360 se Fridrich oženil s Annou z Neuffenu, dcerou hraběte Bertholda VII. z Neuffenu. Z manželství vzešla dcera:
- Alžběta Bavorská (1361–1382), provdaná za Marca Viscontiho, pána z Parmy.

Když Anna roku 1380 zemřela, Fridrich se 2. září 1381 oženil s Maddalenou Visconti, dcerou Bernabòa Viscontiho a měl s ní měl pět dětí:
- Alžbětu (1383–1442), provdanou za Fridricha I., kurfiřta braniborského;
- Margarete (nar. 1384), předčasně zemřelou, pohřbenou v klášteře Raitenhaslach ;
- Jindřicha XVI. (1386–1450), vévodu bavorsko-landshutský;
- Magdalenu (1388–1410), provdaná za Jana Meinharda VII. z Gorizie-Kirchbergu, falckraběte v Korutanech a hraběte z Kirchbergu ve Švábsku;
- Jana (1390-1396), předčasně zemřelého, pohřbeného v klášteře Raitenhaslach.